# Karacháyevo-Cherkesia
La república de Karacháyevo-Cherkesia (en ruso: Карачаево-Черкесская Республика) o simplemente Karacháyevo-Cherkesia (Карачаево-Черкессия, en karachái-bálkaro: Къарачай-Черкес Республика, en kabardino Къэрэшей-Шэрджэс Республикэ) es una de las veinticuatro repúblicas que, junto con los cuarenta y siete óblast, nueve krais, cuatro distritos autónomos y dos ciudades federales, conforman los ochenta y nueve sujetos federales de Rusia. Está situada en el Cáucaso Norte y su capital es Cherkesk, en el norte, su ciudad más grande. De acuerdo al censo de 2021 la población es de 469 865 habitantes.
Karacháyevo-Cherkesia es una de las repúblicas étnicas de Rusia, que representa principalmente al pueblo indígena caucásico-turco karachái y al pueblo cherkeso o circasiano. Los karachái forman el grupo étnico más grande, con alrededor del 44% de la población, seguidos por los rusos étnicos (27%) y los cherkesos (13%). Los cherkesos pertenecen principalmente a las tribus beslenéi y cabardinos. La república tiene cinco idiomas oficiales: ruso, abasio, cherkeso (cabardino), el karachái-bálkaro y el nogayo.
Forma parte del Distrito federal del Cáucaso Septentrional y a la Región económica del Cáucaso Septentrional. La mayor parte de su territorio se halla en las montañas del Cáucaso, solo una porción, en el norte, pertenece a la estepa del Don. Limita con el krai de Krasnodar al oeste, con el krai de Stávropol al nordeste, Kabardia-Balkaria al sudeste y con Georgia y Abjasia al suroeste.

## Geografía
Karacháyevo-Cherkesia está situada en las estribaciones del Cáucaso noroccidental. Está situada en la parte europea de Rusia.
El clima es moderadamente cálido, los inviernos son cortos, los veranos cálidos, largos y suficientemente húmedos. El clima se caracteriza por una larga duración del sol. La temperatura media en enero es de -10,2 °C, en julio de +22,6 °C, la temperatura más alta es de +48 °C, la más baja de -32 °C. La precipitación media anual oscila entre 480 y 2020 mm.
Aproximadamente el 86 % de la república se encuentra en zonas montañosas. Dentro de la república hay tres zonas: la llanura de piedemonte, las estribaciones y las montañas del Cáucaso. En el norte se extienden las cordilleras frontales del Gran Cáucaso, en el sur los Vodorazdelni y Bokovoi, cuya altura alcanza los 4000 metros. 
Los pasos de Maruja y Klujor conducen a la costa del mar Negro. La carretera militar de Sujumi que pasaba por el paso de Klujor conectaba Karacháyevo-Cherkesia con Abjasia. En la frontera con Kabardia-Balkaria está el monte Elbrús (5642 metros), dos de cuyas cumbres son los picos más altos de Europa.
La república cuenta con abundantes recursos hídricos: unos 132 lagos de alta montaña, muchas cascadas de montaña. Hay 174 ríos, los mayores de los cuales son el Kubán, el Bolshói y Mali Zelenchuk, el Urup, el Labá; existe el embalse Kubánskoye. El sistema del Gran Canal de Stávropol que funciona en la república es una fuente de abastecimiento de agua para la región de Stávropol.
El subsuelo es rico en minerales naturales: carbón, granito, mármol, diversos minerales y arcillas. Existen grandes reservas de aguas minerales terapéuticas y numerosas fuentes termales.
Karachay-Cherkessia está situada en la zona de estepas montañosas y bosques de frondosas. Los suelos son principalmente chernozems y suelos forestales grises. En los bosques y altiplanos se conserva una rica flora y fauna. En el territorio de la república hay varios territorios naturales especialmente protegidos, como la reserva de Teberdá y parte de la reserva del Cáucaso.
Karacháyevo-Cherkesia está situada en la zona horaria de Moscú (UTC+3:00).

### Galería

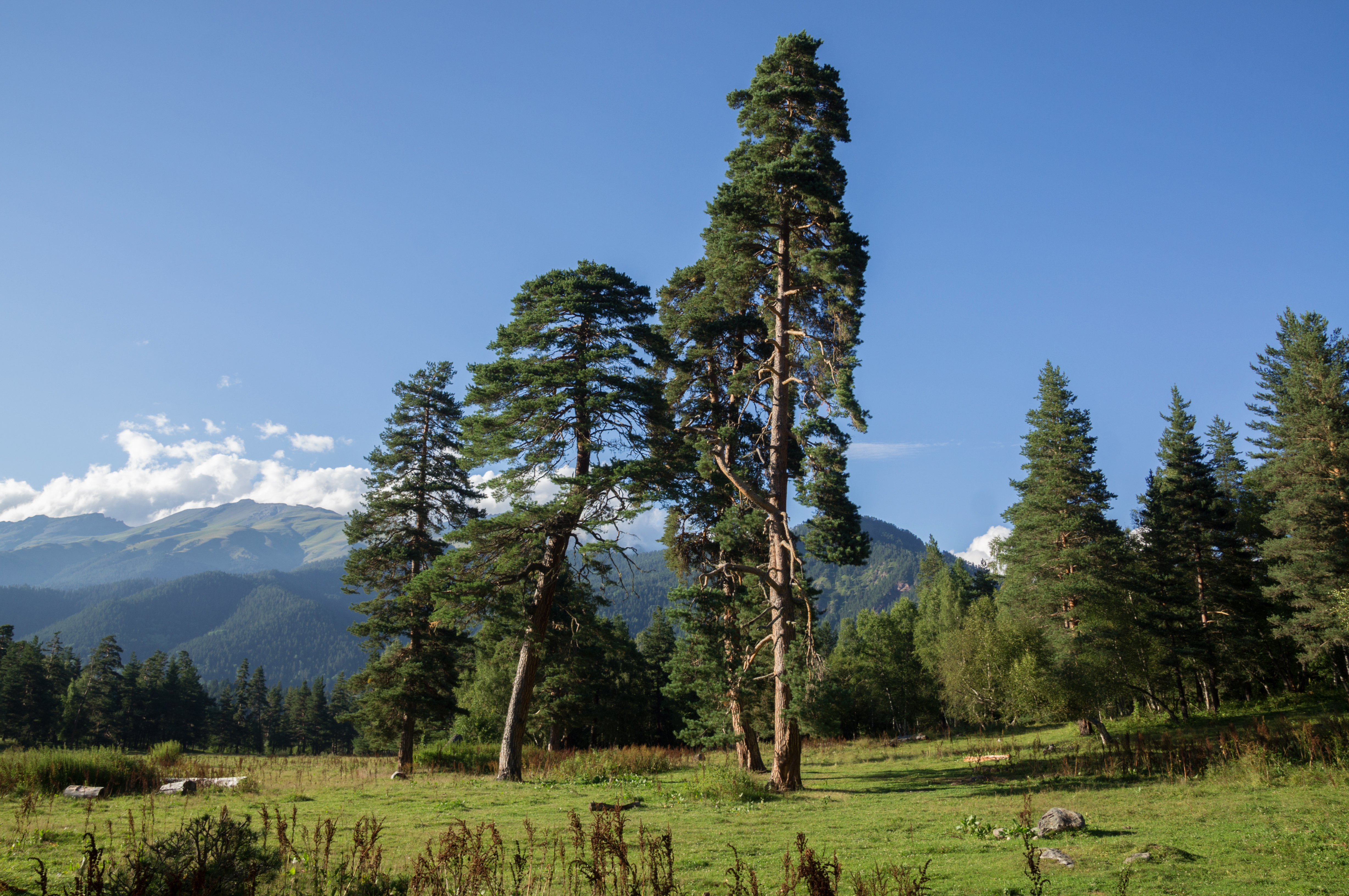
Paisaje en Arjiz.
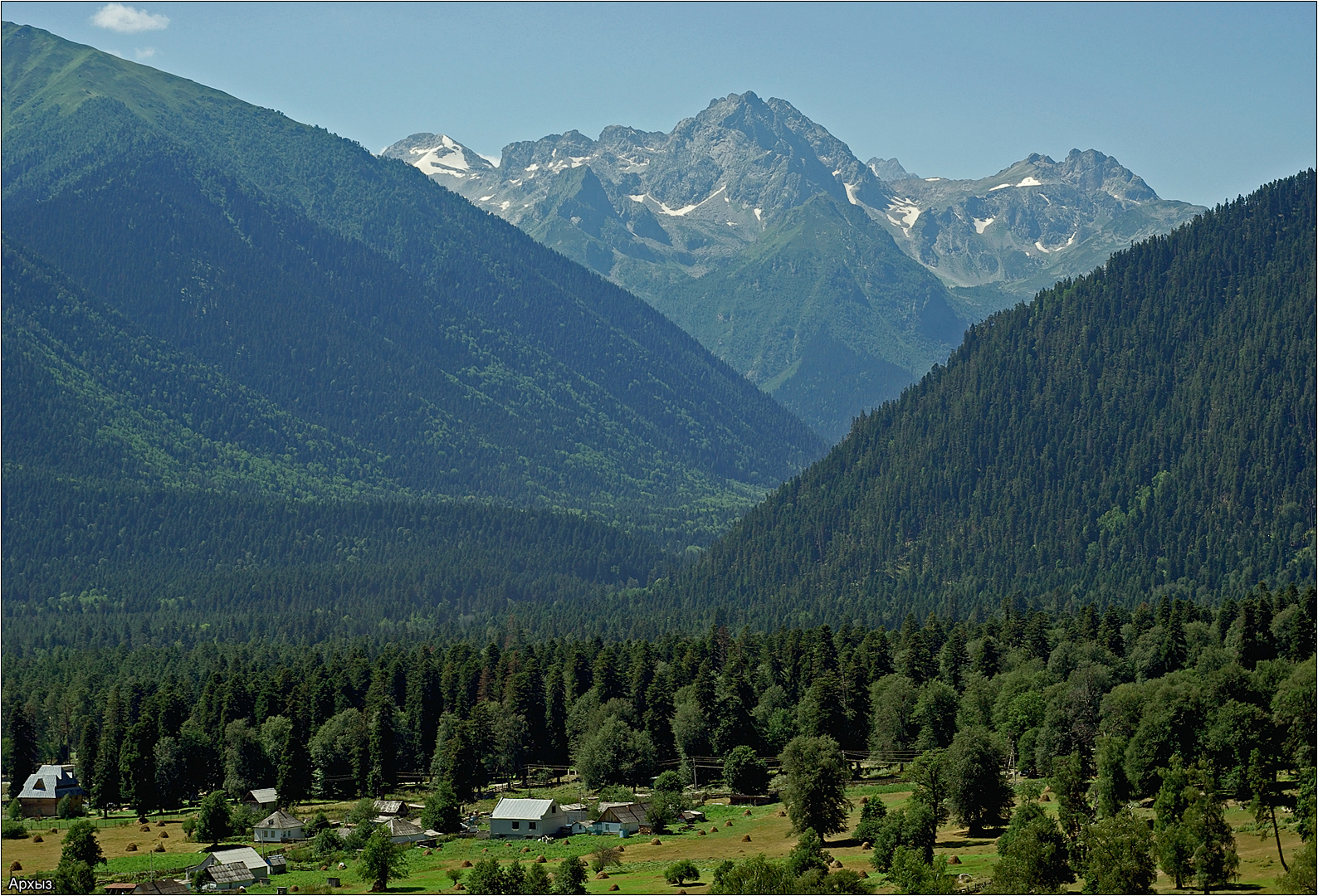
Paisaje montañoso en Arjiz.
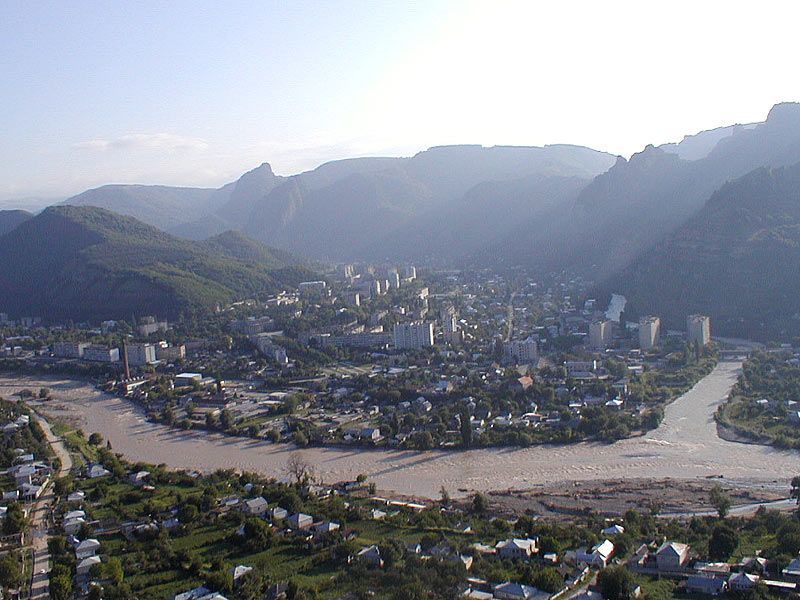
Karacháyevsk
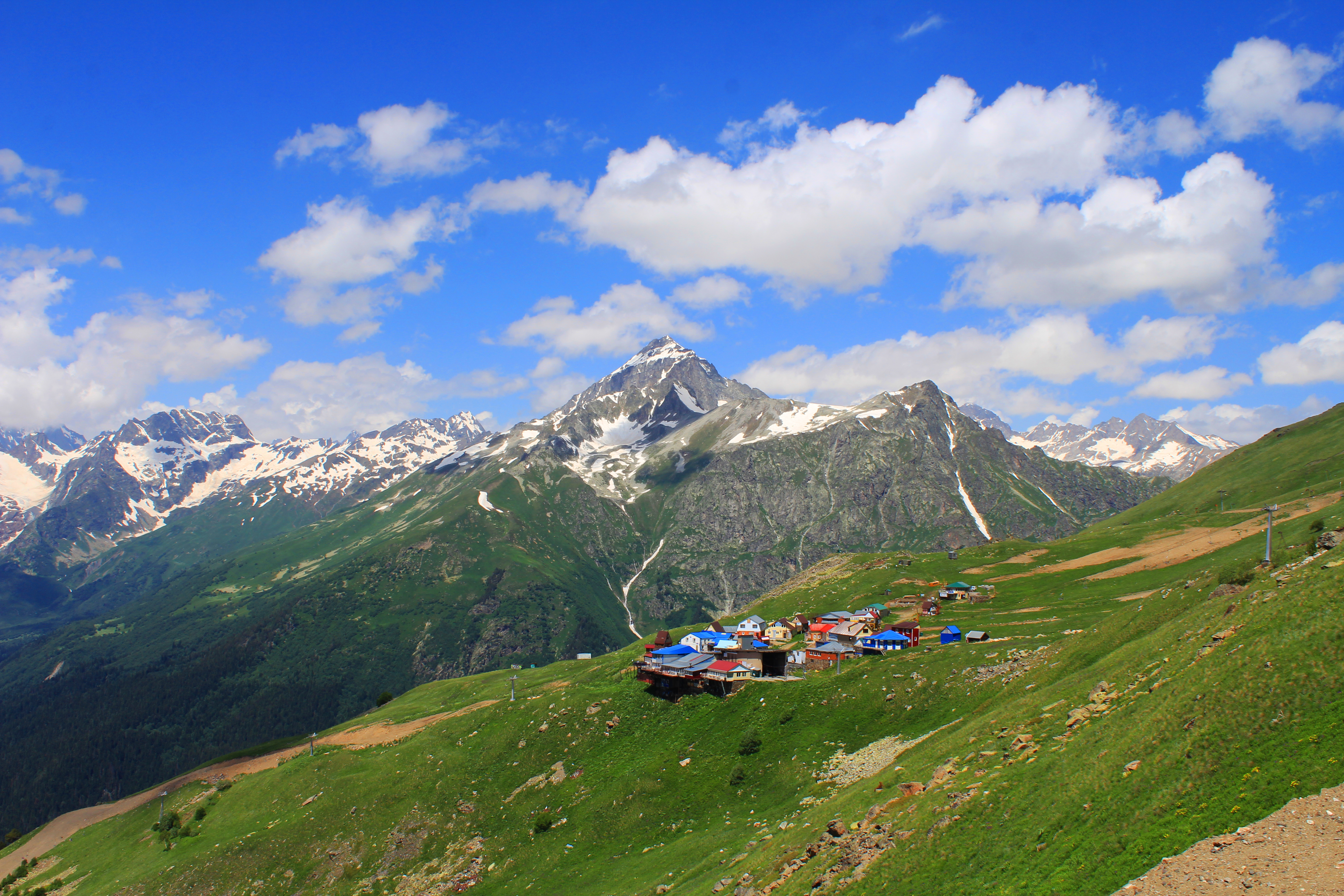
Pequeño asentamiento en Teberdá.

## Historia

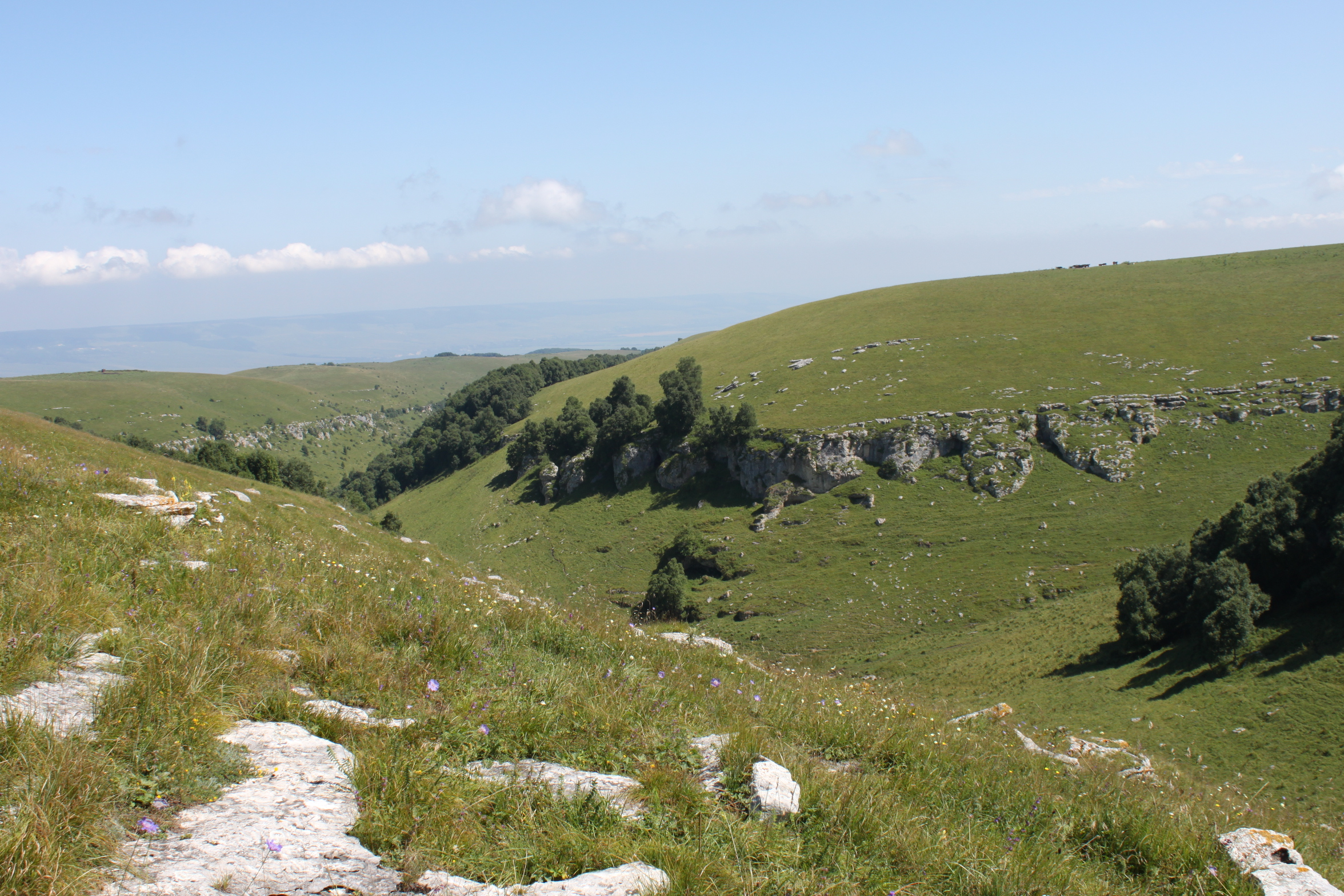
Cueva Treugólnaya.

El territorio de Karacháyevo-Cherkesia ha sido habitado desde el Paleolítico inferior. Los hallazgos en la cueva Treugólnaya en el arroyo Gamovskaya de la meseta de Baranaja, entre los ríos Urup y Kuvá en el raión de Zelenchuk, 7.5 km al norte de Pregrádnaya La cueva fue descubierta en 1986 y explorada hasta el año 2000. Bajo el liderazgo del arqueólogo de San Petersburgo Vladímir Doronichev, se llevaron a cabo allí excavaciones arqueológicas e investigaciones interdisciplinarias. Se han identificado cuatro complejos culturales y cronológicos, que datan de hace 600 a 250 mil años. Es una de las cuevas más antiguas del Cáucaso y de Europa del Este. Los estudios allí desarrollados indican de forma fiable la aparición del hombre en el norte del Cáucaso hace más de 0,5 millones de años. La etapa más antigua de ocupación de la cueva corresponde al período interglaciar cálido (hace 600-540 mil años), cuando en la zona crecieron numerosas especies exóticas, plantas que hoy no se encuentran en la zona: pistacho, lapina, zelkova, nogal silvestre, helechos osmunda, boj y otras. La singularidad del complejo faunístico de este período permitió a Guennadi Baryshnikov identificar, a partir de los materiales de la cueva, un nuevo complejo de la fauna de mamíferos del Cáucaso Norte, que fue denominado “complejo Urup”. Para las capas 4b a 5b del Paleolítico inferior en la cueva Treugólnaya se obtuvo una datación de 365±12-406±15 miles de años. Los homínidos visitaban la cueva periódicamente durante el nivel de isótopo de oxígeno 11 (OIS 11), lo que indica que lo hicieron hace 400 mil años, utilizando los recursos de las altitudes superiores a los 1000 m, al menos estacionalmente.
Cerca de la cueva Treugólnaya, en los tramos superiores del arroyo Gamovskaya, se descubrió y estudió un yacimiento del Paleolítico medio, la era neandertal, en la cueva Kispap. En el yacimiento Baranaja-4, también ubicado en la meseta de Baranaja, los arqueólogos estudiaron depósitos del Paleolítico medio y Epipaleolítico. Además, se recogieron pequeñas colecciones en los yacimientos Baranaja-2, Baranaja-3 y otros puntos. El complejo de yacimientos y localizaciones de la meseta de Baranaja nos permite considerar esta cadena montañosa como una de las montes de referencia para el estudio del Paleolítico del Cáucaso Norte. Se descubrieron yacimientos de humanos modernos más antiguos fueron descubiertos y estudiados en la capa superior del sitio Baranaja-4 (capa epipaleolítica) y en el yacimiento Baranaja-1. Las herramientas de piedra encontradas cerca de los pueblos de Kardoníkskaya y Zelenchúkskaya también se remontan al Paleolítico.
Hace 39000 años una erupción del volcán Tashtebe depositó capas de traquiandesita en el curso superior del río Judes (afluente del Kubán), 20 km al nordeste de la cima del Elbrús.
El yacimiento de Yavor pertenece al Paleolítico superior y al Mesolítico, el yacimiento en el río Ovechka pertenece al Neolítico, los monumentos de las culturas de Maikop, Catacumbas y Koban (cementerio del Eshkakón) pertenecen a la Edad del Bronce. Monumentos de los siglos VI-V a. C. combinan las tradiciones de las culturas Koban, escita y cólquida (kurgán de Karabáshevo). En el valle del Kubán se hallaron asentamientos de la cultura de Koban de entre los siglos IV-III a. C. sobre Sary-Tiuz y al lado de Jumará.
Del siglo III a. C. aparecen asentamientos sármatas con criptas y entierros en el suelo, se puede rastrear la influencia de la cultura arqueológica meota. El asentamiento jázaro de Jumará y la necrópolis de Moshchevaya Balka (Kurdzhinovo) se remontan al último cuarto del primer milenio. El caftán encontrado en Moshchevaya Balka estaba hecho de tela iraní con imágenes de Senmurv, pero según el canon del Kaganato de Jazaria, en el que la nobleza de los pueblos que vivían en él, independientemente de su origen étnico, vestía a la moda jázara.
La parte montañosa de Karacháyevo-Cherkesia a finales del primer milenio d. C. formaba parte del estado de los alanos. Se han conservado algunos monumentos arquitectónicos de aquella época, como los templos cristianos del Zelenchuk, de Senty, Shoana y algunos asentamientos antiguos.
Desde mediados del segundo milenio el territorio de la moderna Karacháyevo-Cherkesia se fija en las fronteras de Circasia. Desde la primera mitad del siglo XIX, por los términos de la paz ruso-turca de Adrianópolis de 1828) el territorio de la moderna Karacháyevo-Cherkesia se incorporó al Imperio ruso como otdel de Batalpashínskaya del óblast de Kubán.
Desde 1918 se estableció aquí el poder soviético. Desde el 1 de abril de 1918 el territorio formaba parte de la República Soviética de Kubán. Desde el 28 de mayo de 1918 formó parte de la República Soviética de Kubán-Mar Negro y desde el 5 de julio hasta diciembre de 1918 de la República Soviética del Cáucaso Norte. Desde diciembre de 1918 hasta abril de 1920 fue controlada por las Fuerzas Armadas del Sur de Rusia de la Guardia Blanca. Desde el 20 de enero de 1921 formó parte de la República autónoma socialista soviética de la Montaña.
El 12 de enero de 1922 se formó el Óblast autónomo Karachái-Cherkeso como parte del Óblast del Sudeste (desde 1924, Krai del Cáucaso Norte) con centro en la stanitsa Batalpashínskaya (más tarde renombrada como ciudad Sulimov, Yezhovo-Cherkesk y finalmente el nombre actual Cherkesk).
El 26 de abril de 1926, por decreto del Comité Ejecutivo Central de toda Rusia, el óblast autónomo se dividió en el Óblast autónomo Karachái, el ókrug nacional (desde el 30 de abril de 1928, óblast autónomo), y los raiones de Batalpashínskaya y Zelenchúkskaya.

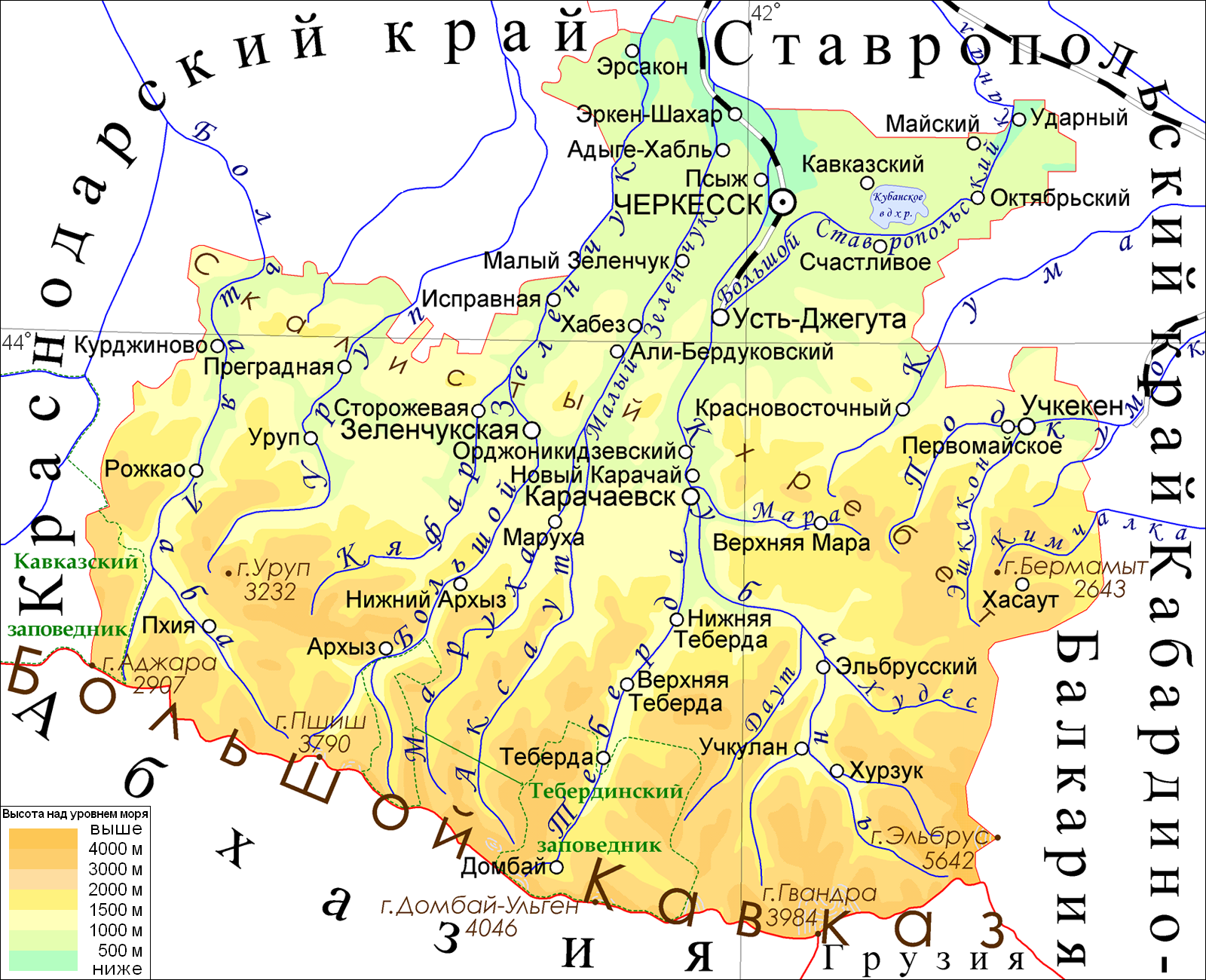
Mapa físico de Karacháevo-Cherkesia.

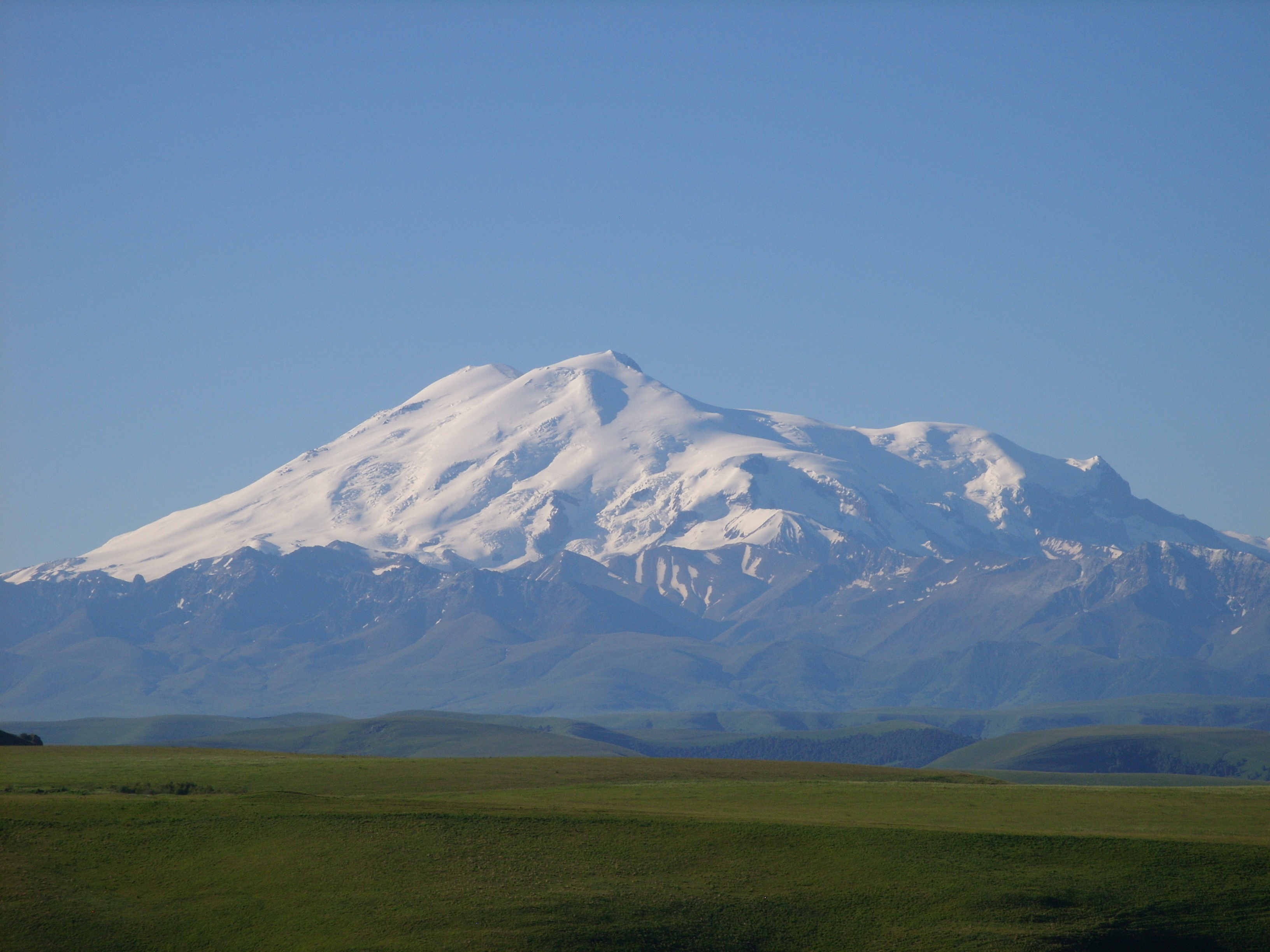
Monte Elbrús.

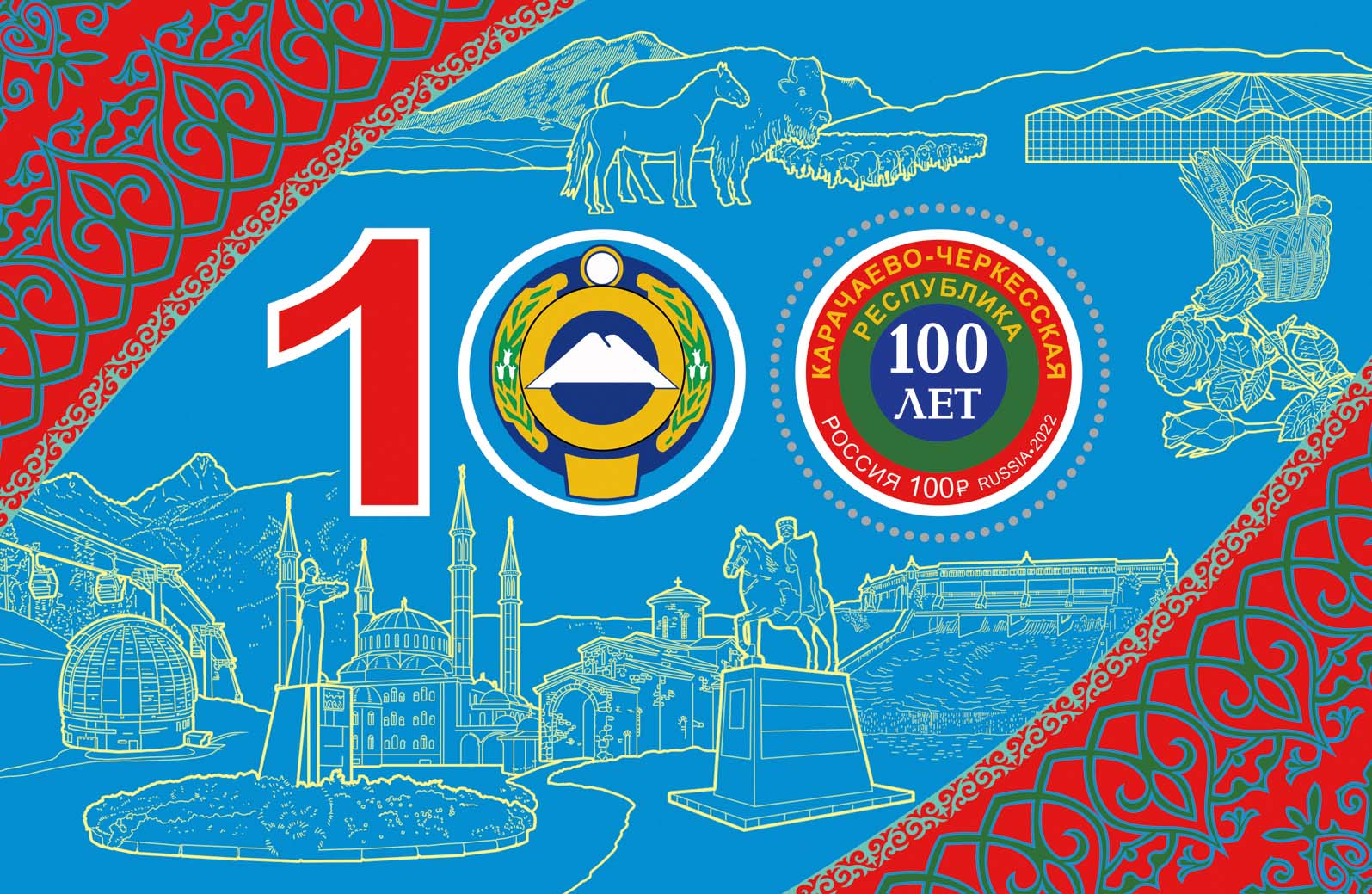
Sello ruso en conmemoración de los cien años de la república.

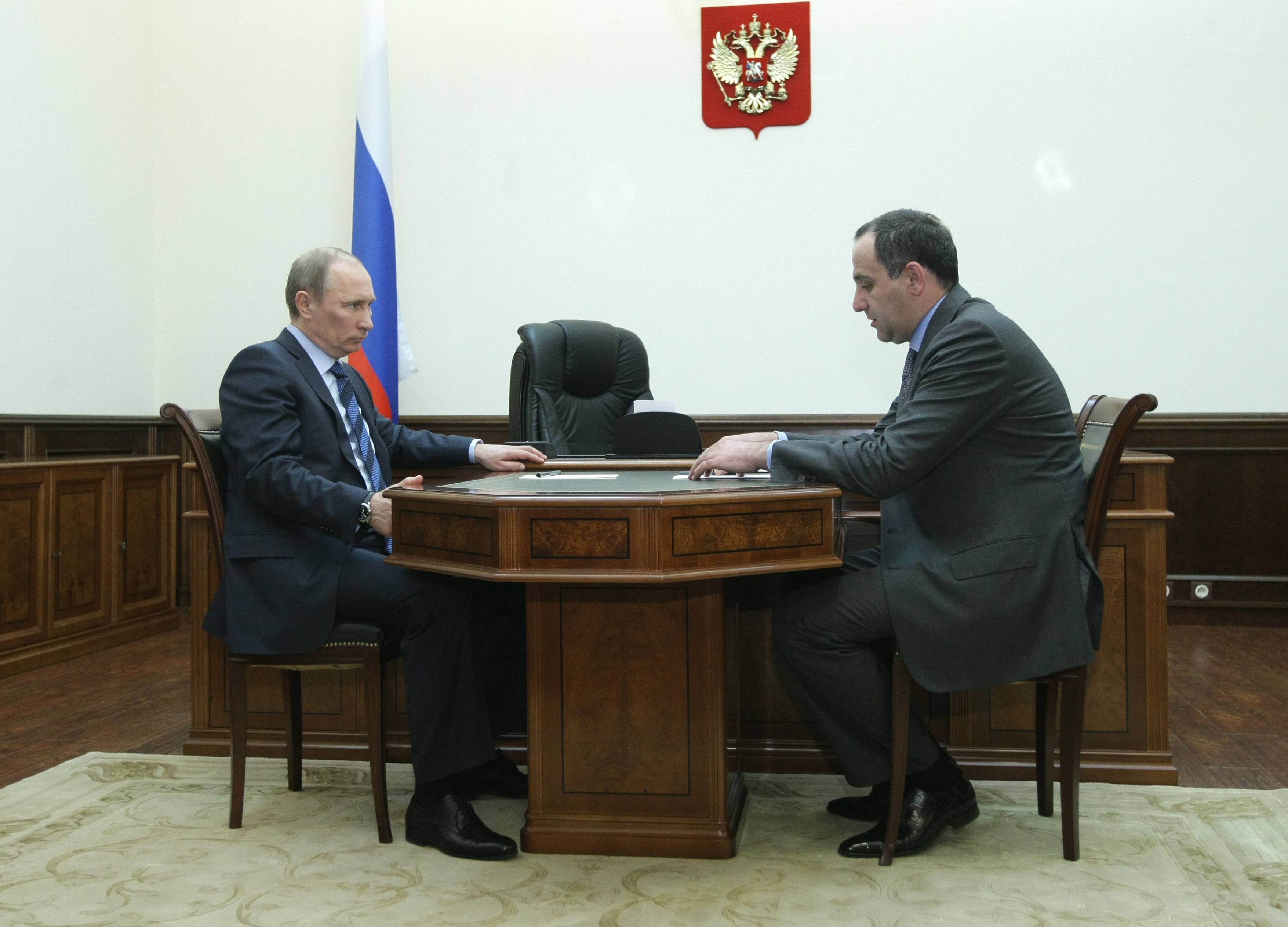
Vladímir Putin y Ramshid Temrézov en 2011.

Por Decreto del Presídium del Sóviet Supremo de la URSS de 12 de octubre de 1943, el Óblast Autónomo Karachái fue anulado, puesto que los karacháis fueron acusados de complicidad con las tropas alemanas durante la batalla del Cáucaso y deportados a Asia Central y Kazajistán el 2 de noviembre de 1943. Como resultado de la liquidación del óblast autónomo y la deportación, la parte sur de Karacháy fue cedida a la RSS de Georgia (como raión de Klujor), algunos asentamientos de la cuenca del Bolshaya Labá al krai de Krasnodar, y la mayor parte fue anexionada al krai de Stávropol.
Tras la rehabilitación de los karacháis y el permiso para su regreso a sus tierras natales el 12 de enero de 1957, el Óblast Autónomo Cherkeso se transformó en el Óblast Autónomo Karachái-Cherkeso dentro del krai de Stávropol. También le fueron transferidos los raiones de Zelenchúkskaya, de Karacháyevsk y Ust-Dzhegutiá del krai.
Por el Decreto del Presidium del Soviet Supremo de la URSS de 14 de marzo de 1955, el raión de Klujor fue transferido de la RSS de Georgia a la RSFSR y pasó a formar parte del krai de Stávropol. Con la creación del Óblast Autónomo en 1957, el distrito de Klujor, con el nombre de raión de Karacháyevsk, pasó a formar parte de esta región autónoma. En 1965 se llevó a cabo una serie de reformas administrativas en cuanto a la división en raiones.
El 30 de noviembre de 1990, el Consejo de los Diputados del Pueblo del Óblast Autónomo decidió separarse del krai de Stávropol y transformarse en la República Socialista Soviética de Karacháyevo-Cherkesia dentro de la RSFSR, lo que fue aprobado por el Soviet Supremo de la RSFSR en la Ley de la RSFSR núm. 1537-1 de 3 de julio de 1991. Sin embargo, según el artículo 104 de la Constitución de la RSFSR, las cuestiones de la estructura nacional-estatal de la Federación Rusa eran competencia exclusiva del Congreso de los Diputados del Pueblo de la RSFSR.
Los diversos pueblos integrantes del óblast iniciaron movimientos para obtener gobiernos separados entre 1989 y 1991, de ese manera surgieron la República Abazinia, la República Soviética Karachái, la República Cosaca de Cherkesk. Tras manifestaciones, el Soviet Supremo de Karacháyevo-Cherkesia permitió la separación en diciembre de 1991. En enero de 1992, el presidente ruso Boris Yeltsin se mostró dispuesto a aceptar la división de Karacháyevo-Cherkesia y presentó al Soviet Supremo de Rusia proyectos de ley para la reconstitución del Óblast Autónomo de Karachái y el Óblast Autónomo de Cherkesia dentro de la Federación Rusa. El 28 de marzo de 1992 se celebró un referéndum en el que, según los resultados oficiales, la mayoría de la población votó en contra de la escisión de la república por lo que permanecieron unidos y el 9 de diciembre de 1992 se estableció la república de Karacháyevo-Cherkesia.
El 30 de julio de 2008 el presidente Dmitri Medvédev propuso a Borís Ebzéyev a la Asamblea Popular de Karacháyevo-Cherkesia para que fuera considerado candidato a la presidencia de la república. Ebzéyev es juez del Corte Constitucional de la Federación Rusa desde 1991. El 5 de agosto de 2008, en una sesión extraordinaria de la Asamblea Popular, Borís Ebzéyev fue investido por unanimidad Presidente de Karacháyevo-Cherkesia, y el 4 de septiembre tomó posesión oficial de su cargo.
Tras la dimisión de Ebzéyev el 26 de febrero de 2011, tomó el cargo de presidente de manera interina Rashid Temrézov. El 28 de febrero de 2011, el presidente ruso Medvédev presentó la candidatura de Temrézov a la Asamblea Popular de Karacháyevo-Cherkesia para su consideración como líder de la república. Su candidatura fue aprobada el 1 de marzo.

## Evolución demográfica
|      | Población (x 1000) | Nacimientos | Defunciones | Cambio natural | Tasa de natalidad (x 1000) | Tasa d mortalidad (x 1000) | Cambio natural (x 1000) | Tasa de fertilidad total |
| ---- | ------------------ | ----------- | ----------- | -------------- | -------------------------- | -------------------------- | ----------------------- | ------------------------ |
| 1970 | 346                | 6,021       | 2,153       | 3,868          | 17.4                       | 6.2                        | 11.2                    |                          |
| 1975 | 357                | 6,619       | 2,288       | 4,331          | 18.5                       | 6.4                        | 12.1                    |                          |
| 1980 | 373                | 7,044       | 2,794       | 4,250          | 18.9                       | 7.5                        | 11.4                    |                          |
| 1985 | 394                | 8,119       | 3,350       | 4,769          | 20.6                       | 8.5                        | 12.1                    |                          |
| 1990 | 422                | 7,218       | 3,496       | 3,722          | 17.1                       | 8.3                        | 8.8                     |                          |
| 1991 | 427                | 7,145       | 3,713       | 3,432          | 16.7                       | 8.7                        | 8.0                     |                          |
| 1992 | 431                | 6,846       | 3,915       | 2,931          | 15.9                       | 9.1                        | 6.8                     |                          |
| 1993 | 433                | 5,569       | 4,336       | 1,233          | 12.9                       | 10.0                       | 2.8                     |                          |
| 1994 | 434                | 5,786       | 4,598       | 1,188          | 13.3                       | 10.6                       | 2.7                     |                          |
| 1995 | 437                | 5,633       | 4,501       | 1,132          | 12.9                       | 10.3                       | 2.6                     |                          |
| 1996 | 439                | 5,281       | 4,683       | 598            | 12.0                       | 10.7                       | 1.4                     |                          |
| 1997 | 440                | 4,987       | 4,615       | 372            | 11.3                       | 10.5                       | 0.8                     |                          |
| 1998 | 441                | 4,990       | 4,537       | 453            | 11.3                       | 10.3                       | 1.0                     |                          |
| 1999 | 441                | 4,523       | 4,707       | −184           | 10.3                       | 10.7                       | −0.4                    |                          |
| 2000 | 440                | 4,666       | 4,961       | −295           | 10.6                       | 11.3                       | −0.7                    |                          |
| 2001 | 440                | 4,778       | 4,911       | −133           | 10.9                       | 11.2                       | −0.3                    |                          |
| 2002 | 440                | 4,927       | 5,207       | −280           | 11.2                       | 11.8                       | −0.6                    |                          |
| 2003 | 442                | 5,088       | 5,427       | −339           | 11.5                       | 12.3                       | −0.8                    |                          |
| 2004 | 446                | 5,190       | 5,059       | 131            | 11.6                       | 11.3                       | 0.3                     |                          |
| 2005 | 450                | 5,194       | 5,131       | 63             | 11.5                       | 11.4                       | 0.1                     |                          |
| 2006 | 454                | 5,032       | 4,924       | 108            | 11.1                       | 10.8                       | 0.2                     |                          |
| 2007 | 459                | 6,066       | 4,626       | 1,440          | 13.2                       | 10.1                       | 3.1                     |                          |
| 2008 | 465                | 6,364       | 4,731       | 1,633          | 13.7                       | 10.2                       | 3.5                     |                          |
| 2009 | 470                | 6,200       | 4,711       | 1,489          | 13.2                       | 10.0                       | 3.2                     | 1.55                     |
| 2010 | 476                | 6,139       | 4,737       | 1,402          | 12.9                       | 10.0                       | 2.9                     | 1.51                     |
| 2011 | 477                | 6,289       | 4,664       | 1,625          | 13.1                       | 9.7                        | 3.4                     | 1.54                     |
| 2012 | 475                | 6,499       | 4,633       | 1,866          | 13.7                       | 9.8                        | 3.9                     | 1.63                     |
| 2013 | 471                | 6,547       | 4,464       | 2,083          | 13.9                       | 9.5                        | 4.4                     | 1.67                     |
| 2014 | 470                | 6,318       | 4,553       | 1,765          | 13.5                       | 9.7                        | 3.8                     | 1.65                     |
| 2015 | 468                | 5,803       | 4,523       | 1,280          | 12.4                       | 9.6                        | 2.8                     | 1.54                     |
| 2016 | 467                | 5,575       | 4,393       | 1,182          | 11.9                       | 9.4                        | 2.5                     | 1.52                     |
| 2017 | 466                | 5,145       | 4,346       | 799            | 11.0                       | 9.3                        | 1.7                     | 1.43                     |
| 2018 | 465                | 4,974       | 4,137       | 837            | 10.7                       | 8.9                        | 1.8                     | 1.43                     |
| 2019 |                    | 5,050       | 4,219       | 831            | 10.8                       | 9.1                        | 1.7                     | 1.48                     |
| 2020 |                    | 5,135       | 5,034       | 101            | 11.0                       | 10.8                       | 0.2                     | 1.53                     |
| 2021 |                    | 4,470       | 5,677       | -1,207         | 9.6                        | 12.2                       | -2.6                    | 1.35                     |
| 2022 |                    | 4,429       | 4,460       | -31            | 9.5                        | 9.6                        | -0.1                    | 1.30                     |
| 2023 |                    | 4,413       | 3,974       | 439            | 9.4                        | 8.5                        | 0.9                     | 1.34                     |

## Religión
| Religión en Karacháyevo-Cherkesia en 2012 (Sreda Arena Atlas) | Religión en Karacháyevo-Cherkesia en 2012 (Sreda Arena Atlas) | Religión en Karacháyevo-Cherkesia en 2012 (Sreda Arena Atlas) | Religión en Karacháyevo-Cherkesia en 2012 (Sreda Arena Atlas) | Religión en Karacháyevo-Cherkesia en 2012 (Sreda Arena Atlas) |
| ------------------------------------------------------------- | ------------------------------------------------------------- | ------------------------------------------------------------- | ------------------------------------------------------------- | ------------------------------------------------------------- |
|                                                               |                                                               |                                                               |                                                               |                                                               |
| Islam                                                         | Islam                                                         |                                                               | 64 %                                                          | 64 %                                                          |
| Iglesia ortodoxa rusa                                         | Iglesia ortodoxa rusa                                         |                                                               | 13.2 %                                                        | 13.2 %                                                        |
| Espiritual pero no religioso                                  | Espiritual pero no religioso                                  |                                                               | 10 %                                                          | 10 %                                                          |
| Otra o no declarad                                            | Otra o no declarad                                            |                                                               | 6 %                                                           | 6 %                                                           |
| Ateísmo e irreligión                                          | Ateísmo e irreligión                                          |                                                               | 3 %                                                           | 3 %                                                           |
| Fes indígenas                                                 | Fes indígenas                                                 |                                                               | 2 %                                                           | 2 %                                                           |
| Otros cristianos                                              | Otros cristianos                                              |                                                               | 1.8 %                                                         | 1.8 %                                                         |

Según una encuesta de 2012 en la que se entrevistó a 56.900 personas, el 64% de la población de Karacháyevo-Cherkesia se adhiere al Islam, el 13% a la Iglesia Ortodoxa Rusa, el 2% a la fe nativa de Karachái y Circasia, el 2% son cristianos no afiliados, creyentes cristianos ortodoxos sin iglesia o miembros de iglesias ortodoxas no rusas. Además, el 10% de la población se declara «espiritual pero no religiosa», el 3% es atea y el 6% es otra/no declarada.

## Composición étnica

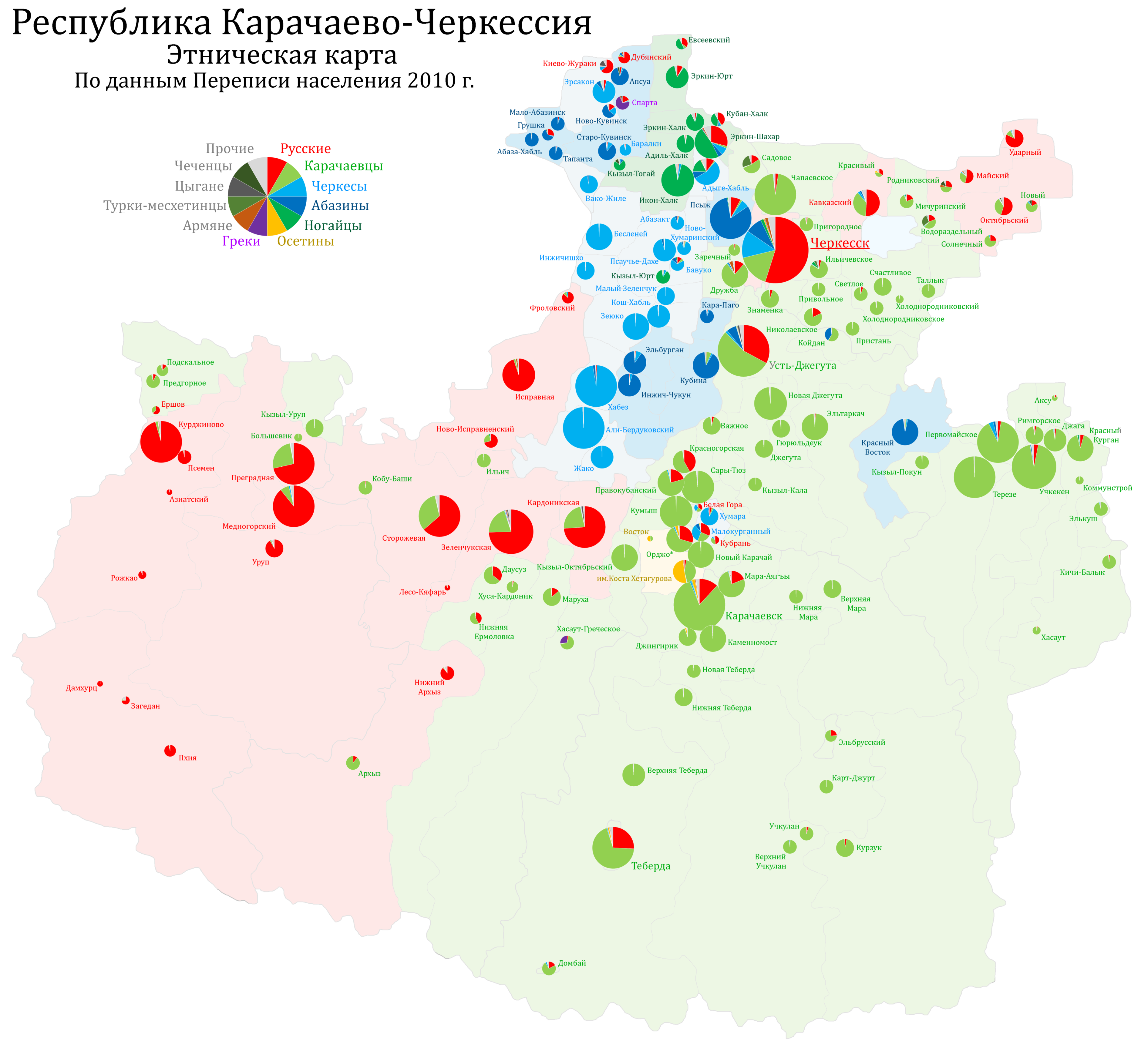
Composición étnica de la república.

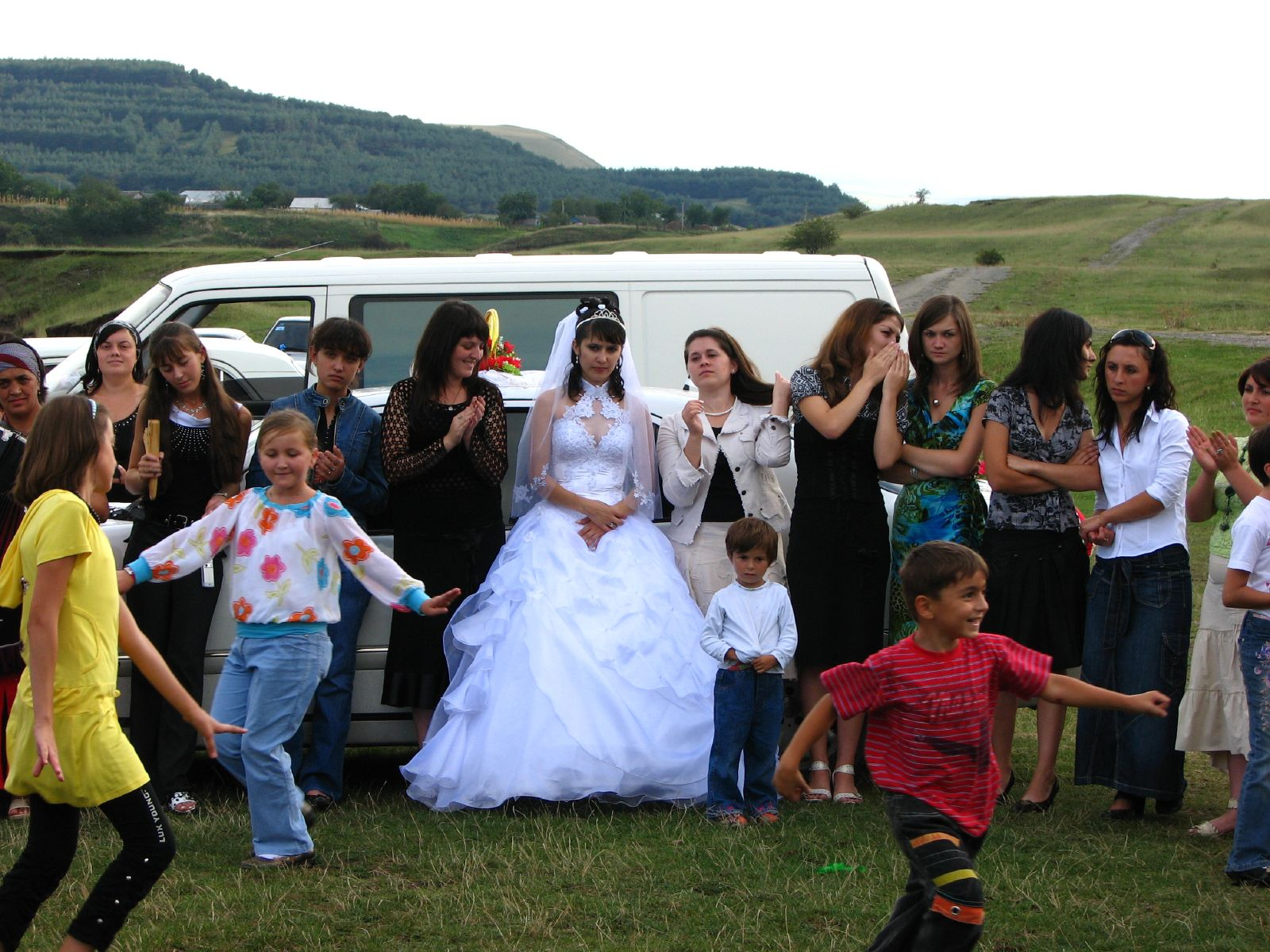
Boda en Karacháyevo-Cherkesia.

| Habitantes | Grupo étnico            | Porcentaje |
| ---------- | ----------------------- | ---------- |
| 194.324    | karacháis               | 41,0%      |
| 140.025    | rusos                   | 31,6%      |
| 131.774    | cherkesos               | 11,9%      |
| 36.919     | abasios                 | 7,8%       |
| 15.654     | nogayos                 | 3,3%       |
| 3.142      | osetios                 |            |
| 2.737      | armenios                |            |
| 1.990      | ucranianos              |            |
| 1.696      | tártaros                |            |
| 1.276      | griegos                 |            |
| 3.499      | No declara nacionalidad |            |

## División administrativa

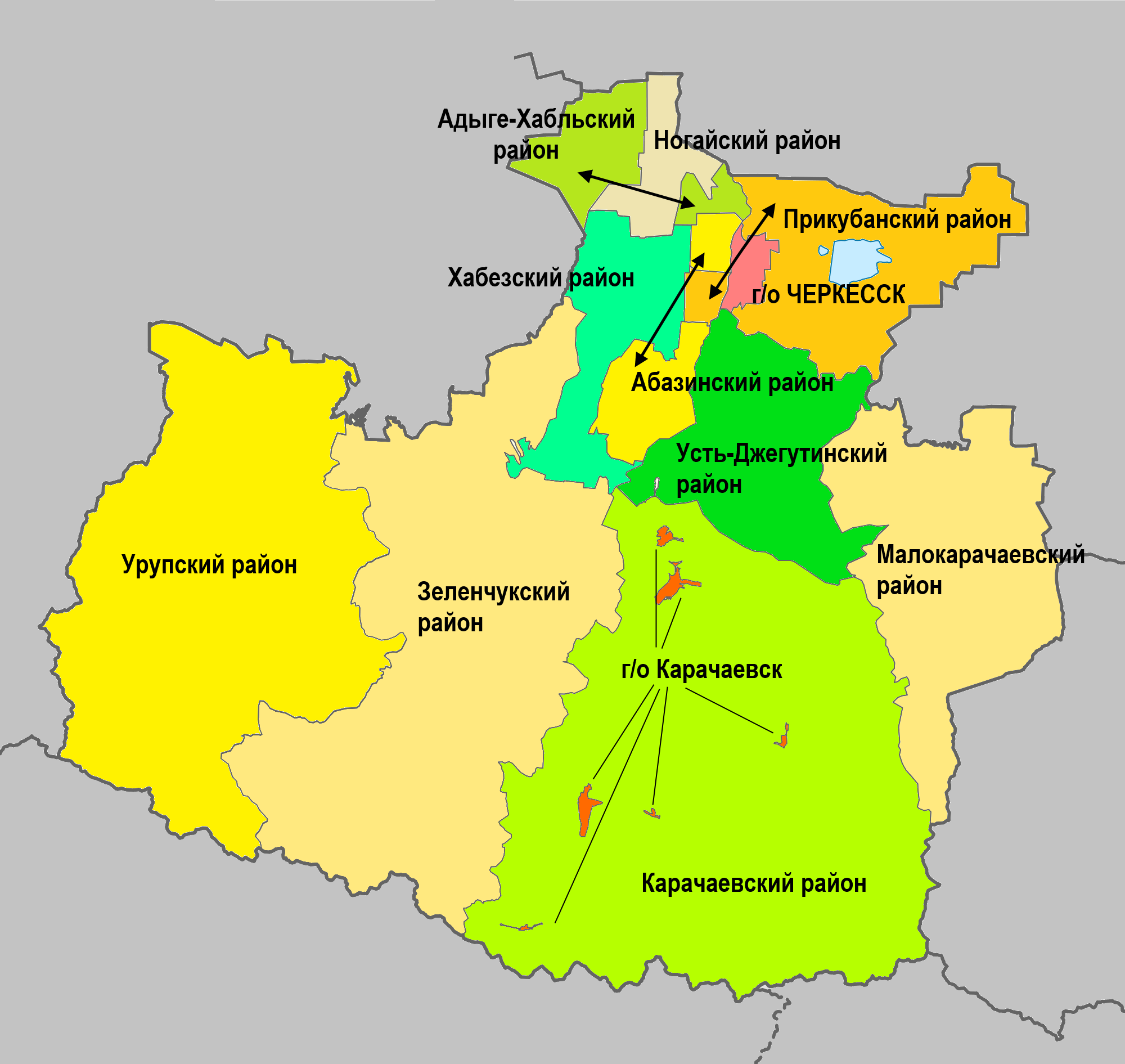
División administrativa de la república.

La república está compuesta por dos ciudades de importancia republicana (Cherkesk y Karacháyevsk) y diez raiones. Consta de 149 localidades, de las cuales 4 son ciudades (Cherkesk, Karacháyevsk, Ust-Dzhegutá y Teberdá).
- Entidades municipales urbanas y sus centros:
  - Ciudad de Cherkesk — Cherkesk
  - Ciudad de Karacháyevsk — Karacháyevsk
- Raiones y sus centros administrativos:
  - Raión de Abasia — aúl Inzhich-Chukún
  - Raión de Adygue-Jabl — aúl Adygue-Jabl
  - Raión de Zelenchúkskaya — stanitsa Zelenchúkskaya
  - Raión de Karacháyevsk — ciudad Karacháyevsk
  - Raión de Malokaracháyevsk — seló Uchkekén
  - Raión de Nogái — posiólok Erkén-Shajar
  - Raión Prikubanski — posiólok Kavkazski
  - Raión del Urup — stanitsa Pregrádnaya
  - Raión de Ust-Dzhegutá — ciudad Ust-Dzhegutá
  - Raión de Jabez — aúl Jabez

## Economía
Karacháyevo-Cherkesia es una república industrial y agraria. El territorio puede dividirse en 2 regiones. En el norte están más desarrolladas la producción química, la construcción de maquinaria y la industria ligera. El sur se caracteriza más por la minería, la carpintería y la ganadería.
El turismo, el montañismo (sur de la república) y las actividades balnearias (Dombái, Arjyz, Teberdá y otras estaciones) también tienen gran importancia para la región.

### Agricultura
La República de Karacháyevo-Cherkesia es una región agraria, en la que la agricultura representa más del 40% del PIB. Más de la mitad de la población vive en zonas rurales: 265.712 personas. La agricultura es la única fuente de ingresos para el 80% de la población rural del país. La región ocupa el cuarto lugar de la Federación Rusa en número de explotaciones subsidiarias privadas.
Las tierras agrícolas ocupan aproximadamente el 46,5% del territorio, en su estructura: tierras cultivables, 24,3%; plantaciones perennes, 0,7%; campos de heno, 21,2%; y pastos, 53,2% (2020).
Se cultivan cereales (trigo, maíz), cultivos técnicos (remolacha azucarera, girasol), cultivos forrajeros, patatas y hortalizas. Se desarrolla la horticultura (manzana, pera, ciruela, melocotón), la cría de ganado vacuno de carne y leche, la cría de ganado ovino (cría de razas de pelaje semiduro y grueso), la avicultura y la cría de caballos.
La producción agrícola en 2020 ascendió a 31.400 millones de rublos. Índices de producción en 2020: producción agrícola 92,4%, producción agrícola 83,6%, producción ganadera 100,4%. La parte de la producción ganadera es del 58% (en precios reales, como porcentaje de la producción agrícola), 35% para las organizaciones agrícolas. 
Se cultiva trigo (invierno, primavera), cebada (invierno, primavera), avena, trigo sarraceno, mijo, maíz (cereal), legumbres, remolacha azucarera, girasoles, colza (invierno), patatas, pepinos, tomates, manzanas, peras, hierbas anuales, flores (rosas).
En 2021, Karacháyevo-Cherkesia entró entre las diez regiones líderes en producción de hortalizas de invernadero con 423 mil toneladas de hortalizas y cultivos verdes, un 40,5% más que en el mismo período de 2020 (301 mil toneladas). A finales de 2021, según las previsiones, la cosecha en invernaderos de invierno superará los 1,4 millones de toneladas.
En 2021, la cosecha bruta de cereales (en peso después del procesamiento) en las explotaciones agrícolas de todas las categorías aumentó un 15% y ascendió a 406,2 mil toneladas, la remolacha azucarera, un 34,7% (181,5 mil toneladas), el girasol para grano, 3,5 veces (24,2 mil toneladas), hortalizas de campo abierto, un 0,5% (21,7 mil toneladas). En la estructura de la producción de cereales, la participación de la cebada y el trigo aumentó (del 5,0% al 5,3%, del 13,8% al 20,8%, respectivamente).

### Ganadería
Se crían caballos (raza karachái), vacas (raza de carne Aberdeen-Angus), ovejas (raza karachái). Por el número de rebaños de ovejas, Karacháyevo-Cherkesia en 2021 entró en el top 10 de la Federación Rusa, ocupando el 6º lugar (más de 1,1 millones de ovejas). Esto se debe a las favorables condiciones naturales y climáticas de la región, la estructura de los recursos de la tierra, las peculiaridades culturales y el modo de vida de la población. En la actualidad existen en la región siete explotaciones ganaderas con una cabaña total de animales reproductores de 135.300 cabezas.
En 2020 se producirán 198,6 mil toneladas de leche, lo que supone un aumento interanual del 2,8%.

### Energía
En octubre de 2020, en el territorio de Karacháyevo-Cherkesia funcionaban once centrales eléctricas con una capacidad total de 572,56 MW, incluidas seis centrales hidroeléctricas, una central hidroeléctrica reversible y tres centrales termoeléctricas. En 2018, produjeron 483 millones de kWh de electricidad (excluidas las centrales hidroeléctricas Kubánskaya 1 y 2 y la Kubánskaya GAES, ubicadas en el territorio de Karacháyevo-Cherkesia, pero incluidas organizativamente en el sistema energético del krai de Stávropol). Una característica del sector energético de la república es la alta proporción de energía hidroeléctrica, así como la ubicación en la región de dos de las tres centrales eléctricas reversible de Rusia.

## Educación
En Karacháyevo-Cherkesia hay dos instituciones de educación superior: la Universidad Estatal de Karacháyevo-Cherkesia en Karacháyevsk y la Academia Estatal del Cáucaso Norte en Cherkesk. Además, se han abierto varias sucursales de universidades de otras regiones de Rusia.
Desde el 1 de abril de 2010, la República participa en un experimento para impartir el curso “Fundamentos de las culturas religiosas y ética secular” (incluye “Fundamentos de la cultura ortodoxa”, “Fundamentos de la cultura islámica”, “Fundamentos de la cultura budista”, “ Fundamentos de la cultura judía”, “Fundamentos de las culturas del mundo”) y “Fundamentos de la ética secular”).

## Órganos políticos
El órgano legislativo es la Asamblea del Pueblo (Народное собрание), que se elige mediante sufragio universal, igual y directo mediante votación secreta. Cuenta con 50 miembros, elegidos una vez cada cinco años.
El órgano ejecutivo es el Gobierno. El Gobierno de la República de Karacháyevo-Cherkesia está formado por el presidente del Gobierno, los primeros diputados y vicepresidentes del Gobierno y los ministros. El Presidente del Gobierno es designado para el cargo por el Presidente de la República con el consentimiento de la Asamblea Popular
El único órgano ejecutivo es el presidente de la República, elegido para el cargo por la Asamblea Popular entre los candidatos presentados por el Presidente de la Federación de Rusia a propuesta de los partidos políticos presentes en la Asamblea Popular o en la Duma Estatal de la Federación de Rusia.
Karacháyevo-Cherkesia, como sujeto de la Federación, envía a sus senadores a la cámara alta de la Asamblea Federal (Consejo de la Federación), un senador de la Asamblea Popular de la república, el segundo del órgano ejecutivo de la república (designado por el presidente).